# Aeroportul Municipal Rochelle
Aeroportul Municipal Rochelle (IATA: RPJ, ICAO: KRPJ, FAA LID: RPJ) este un aeroport din Illinois, Statele Unite ale Americii ce deservește zona Rochelle⁠(d). A fost numit după zona deservită.
Situat la o altitudine de 238 m, aeroportul dispune de 1 pistă.

## Infrastructură

### Piste
Aeroportul dispune de o singură pistă. Pista 07/25 are suprafața de asfalt și dimensiunile 5.001 picioare × 75 picioare. 